# Monique Vita
Monique Vita, née le 27 décembre 1935 à Marignane, (Bouches-du-Rhône), est une actrice et stripteaseuse française.
Elle a tenu de nombreux rôles secondaires au cinéma et à la télévision entre 1956 et 1980 mais s'est fait plus particulièrement connaître au milieu des années 1970 pour ses prestations dans des comédies érotiques.

## Biographie

### Carrière
Monique Vita travaille comme stripteaseuse quand elle fait ses débuts au cinéma au milieu des années 1950. On la voit ainsi à l'œuvre dans des numéros de cabaret filmés pour En effeuillant la marguerite (1956), Mademoiselle Strip-tease (1957) ou Strip-tease (1963). Vouée aux rôle de fille légère, elle apparait nue à l'écran dès 1956 dans En effeuillant la marguerite puis dans Prisons de femmes de Maurice Cloche.
Après une dizaine d'apparitions dans des rôles secondaires, Monique Vita tient pour la première fois le haut de l'affiche en 1961 dans Alerte au barrage de Jacques-Daniel Norman. L'année suivante, les téléspectateurs la découvrent dans un épisode de la série Les Cinq Dernières Minutes. En 1964, elle donne la réplique à Claudia Cardinale dans La Ragazza di Bube de Luigi Comencini. En 1966, elle retrouve un rôle de prostituée dans Le Voyage du père qui lui vaut de partager une scène avec Fernandel.
Après un passage à vide, le succès du porno soft, au début des années 1970 lui donne l'occasion de relancer sa carrière au cinéma. Elle devient une figure populaire de l'érotisme sur grand écran, tournant pour Jean-François Davy ou Michel Lemoine dans des films qui laissent une large place à la comédie. Elle y a régulièrement Anne Libert, Philippe Gasté ou Richard Darbois pour partenaires. En plus d'un charme indéniable, la jolie brune fait montre d'un tempérament volcanique qui lui permet d'accéder aux premiers rôles. Elle tient la vedette de films signés Raoul André (La Kermesse érotique), Richard Balducci (Les Ravageuses de sexe), Bernard Launois (Les Machines à sous) ou Willy Rozier (Dora, la frénésie du plaisir).
En vingt ans de carrière, Monique Vita aura suivi l'évolution du cinéma sexy des premiers effeuillages jusqu'à  la déferlante porno de 1975. L'actrice est alors doublée pour les scènes de sexe hardcore (Les Ravageuses de sexe, Le Feu au ventre). Elle se tourne ensuite brièvement vers la télévision. En 1979, elle tourne un dernier film, Couples pervers, dont l'érotisme soft n'attirera guère les foules à sa sortie en 1982

## Filmographie

### Cinéma
- 1956 : Voici le temps des assassins... de Julien Duvivier : Françoise Gardel
- 1956 : En effeuillant la marguerite de Marc Allégret : Martine, une stripteaseuse
- 1957 : Mademoiselle Strip-tease de Pierre Foucaud : une danseuse du numéro Impressions d'Orient
- 1957 : Fric-frac en dentelles de Guillaume Radot :
- 1957 : Pot-Bouille de Julien Duvivier : Clarisse Boquet, le modèle nu
- 1958 : Prisons de femmes de Maurice Cloche : une détenue
- 1958 : Le Désert de Pigalle de Léo Joannon : Véra
- 1959 : Le Petit Prof de Carlo Rim : une fille chez Mme Léa
- 1959 : Des femmes disparaissent de Édouard Molinaro : Nina
- 1959 : La Marraine de Charley de Pierre Chevalier : Minou
- 1960 : Le Caïd de Bernard Borderie : Cécile, la femme de chambre
- 1961 : Alerte au barrage de Jacques-Daniel Norman
- 1963 : Strip-tease de Jacques Poitrenaud : une stripteaseuse
- 1964 : La ragazza  (ou La ragazza di Bube ) de Luigi Comencini : Ines
- 1964 : Les Possédées du démon (ou Delitto allo specchio) de Jean Josipovici et Ambrogio Molteni : Edie
- 1966 : Le Voyage du père de Denys de La Patellière : Josette, la fille du Salon Trianon
- 1970 : Ils de Jean-Daniel Simon :
- 1971 : Raphaël ou le débauché de Michel Deville : une saltimbanque
- 1973 : Prenez la queue comme tout le monde de Jean-François Davy : Monique
- 1973 : Les Confidences érotiques d'un lit trop accueillant de Michel Lemoine : la compagne de Paul Lambert
- 1974 : Les Ardentes de Henri Sala : Aïda
- 1974 : Serre-moi contre toi, j'ai besoin de caresses (ou Avec quoi soulèves-tu l'édredon ?, ou Plaisirs sexuels, 1976) de Raoul André : Elsa de Montescourt
- 1974 : La Kermesse érotique  de Raoul André : Véronique
- 1974 : Le Rallye des joyeuses d'Alain Nauroy : Maryse
- 1975 : Les Liaisons perverses (ou  Des liaisons très perverses, 1981) de Jean-Paul Savignac : Edna
- 1975 : Les Ravageuses de sexe (ou  Les Demoiselles à péage) de Richard Balducci : Panthéra
- 1975 : Le Feu au ventre  (ou  La Villa / Le Jardin des sévices) d'Alain Nauroy : Delly
- 1975 : Hard Love (ou  La Vie sentimentale de Walter Petit) de Serge Korber : Wanda, la psychologue
- 1976 : Blondy de Sergio Gobbi : Maria, la bonne
- 1976 : Les soixante-neuf positions (ou  Infernales pénétrations dans les soixante-neuf positions) de Alphonse Beni : Martha, la bonne
- 1976 : Dora, la frénésie du plaisir de Willy Rozier : Dora
- 1976 : Les Machines à sous de Bernard Launois : Gigi
- 1982 : Couples pervers de Maxime Debest : Lisa (créditée comme Turbulence)

### Télévision
- 1962 : Les Cinq Dernières Minutes, épisode C'était écrit de Claude Loursais :  Françoise
- 1967 : À vous de jouer, monsieur Vidocq !, un épisode de la série télévisée Vidocq :
- 1971 : Si j'étais vous de Ange Casta :
- 1972 : Pot-Bouille, mini-série de Yves-André Hubert :
- 1977 : Il ne manque que vous, épisode de la série Dossiers: Danger immédiat de Claude Barma : Norah
- 1977 : La Marmotte, épisode de la série Recherche dans l'intérêt des familles de Philippe Arnal :
- 1978 : La Grande truanderie, épisode de la série Les Cinq Dernières Minutes de Claude Loursais :  La vendeuse de sex-shop

## Théâtre
- 1961 : OSS 117, de Jean Bruce, mise en scène Robert Manuel, Théâtre des Deux-Masques
- 1964 : Le Monstre Turquin, de Carlo Gozzi, mise en scène André Barsacq, Théâtre de l'Atelier